# フォレスト・タウンズ
フォレスト・タウンズ（Robert Forrest "Spec" Towns、1914年2月6日- 1991年4月4日）は、アメリカ合衆国の陸上競技選手。110mハードルの元世界記録保持者。1936年ベルリンオリンピックの金メダリストである。

## 経歴
タウンズはジョージア州フィッツジェラルド出身。同州のオーガスタの学校に通い、学校ではアメリカンフットボールの選手であった。1933年に、スポーツ記者がタウンズの走高跳を見たのがきっかけで、奨学金を得ることができジョージア大学に進学。
しかし、大学では走高跳ではなく、110mハードルの選手として活躍することとなった。1935年には全米大学選手権と全米選手権の120ヤードハードルを制したのをきっかけに、1937年まで60連勝を飾る。
タウンズは、1936年ベルリンオリンピックの陸上競技にジョージア州出身の選手として初めて出場した。オリンピックを前に、110mハードルで14.1秒の世界新記録を樹立。ベルリンでは、110mハードルで、14秒2で金メダルを獲得。オリンピックの直後、ノルウェーのオスロで史上初の13秒台となる、13.7秒という驚異的な世界新記録を樹立。この記録は第二次世界大戦後の1950年まで14年間破られなかった。
引退後、タウンズは、母校のジョージア大学でコーチとして1975年まで後輩の指導にあたった。

## 関連書籍
- ロベルト・L・ケルチェターニ著 『近代陸上競技の歴史 1860-1991 誕生から現代まで<男女別>』 ベースボール・マガジン社 1992年、66ページ ISBN 4-583-02945-4